# Barleria rigida
Barleria rigida är en akantusväxtart som beskrevs av Carl Ludwig von Willdenow och Christian Gottfried Daniel Nees von Esenbeck. Barleria rigida ingår i släktet Barleria och familjen akantusväxter. Inga underarter finns listade i Catalogue of Life.